# Dadoclem
 (septembre 2024).
Si vous disposez d'ouvrages ou d'articles de référence ou si vous connaissez des sites web de qualité traitant du thème abordé ici, merci de compléter l'article en donnant les références utiles à sa vérifiabilité et en les liant à la section « Notes et références ».
Dadoclem est une maison d'édition jeunesse française, indépendante, créée par Danica Urbani et Dominique Urbani en 2006.

## Présentation
L'objectif de la maison d'édition est de « promouvoir la pédagogie informelle, privilégiant les méthodes qui s'inscrivent parfaitement dans les habitudes des jeunes lecteurs d'aujourd'hui comme l'humour, le conte, la BD, etc.
Un trait essentiel des ouvrages de Dadoclem est « la multiplicité des points de vue, les ouvrir à d'autres cultures et aux formes d'expression variées ». 
La collection phare est la marmite-O-langues, des petites bandes dessinées bilingues pour les plus jeunes, à partir de 9 ans. Elle est complétée par les mini-bilingues, de petits albums bilingues à partir de 6 ans. 
Dadoclem édite une collection d'albums illustrés pour les plus petits, dont Sila, qui a remporté le prix jeunesse du Livre d'hiver de Montgiscard. 
Dadoclem édite également des romans jeunesse dont l'objectif est la découverte de cultures aux travers de récits d'aventures : Magnus nous fait découvrir l'univers scandinave et le grand Nord, Majid le VIIIe siècle autour de la Méditerranée. 

## La marmite-O-langues
La Marmite-O-langues est une collection de bandes dessinées bilingues pour les lecteurs à partir de 9 ans 
Elle comporte 24 ouvrages, dont 10 ouvrages en anglais.
Chaque ouvrage est accompagné d'une bande audio, téléchargeable gratuitement, sur le site de l'éditeur, en version originale et, pour une partie, en version française. 

## Les mini-bilingues
Les Mini-bilingues est une collection d'ouvrages bilingues sous la forme de petits albums mêlant bande dessinée et pages de jeux/activités. Elle est destinée aux enfants à partir de 6 ans. 
Elle comporte 5 ouvrages dont 4 ouvrages en anglais.
Chaque ouvrage est accompagné d'une bande audio, téléchargeable gratuitement, sur le site de l'éditeur, en version originale et, pour une partie, en version française.

## Les albums
Les albums de Dadoclem traitent des sujets de fonds variés sous forme espiègle, ludique ou artistique.  
Parmi les plus récents en 2023, l'écologie (Loddy, Sila…), la condition animale (Le gang d'Arlette qui remporte le Prix Maya 2024), ou la redécouverte du musicien Erik Satie (Pas comme tout le monde, Monsieur Satie). 

## Les romans
Deux sagas (« Magnus : une épopée dans l'univers du grand Nord » et « Les aventures de Majid : les péripéties d'un jeune bagdadi au VIIIe siècle ») ainsi que quelques autres ouvrages.